# Обесцвечивание кораллов

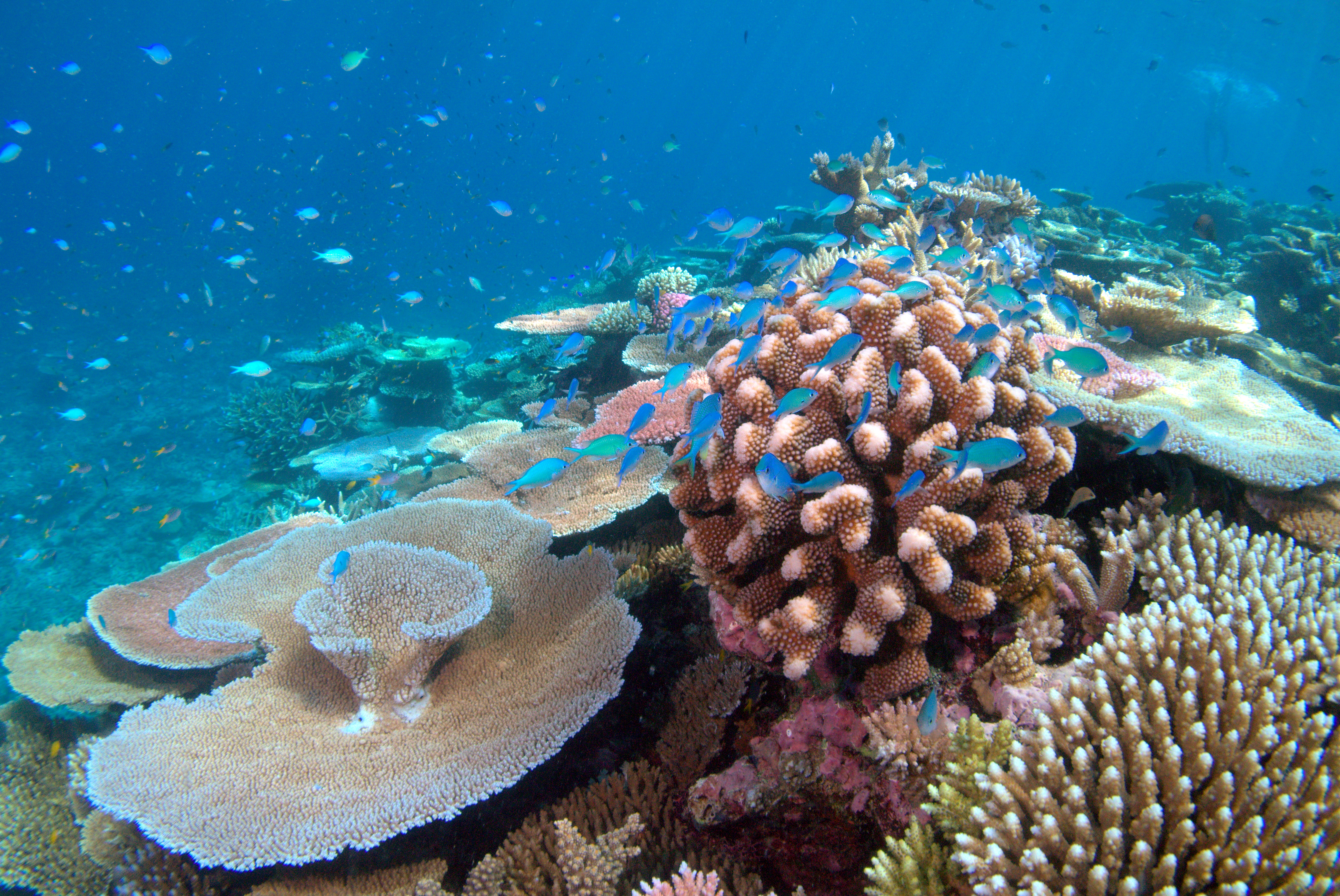
Здоровый коралл (Acropora sp.)

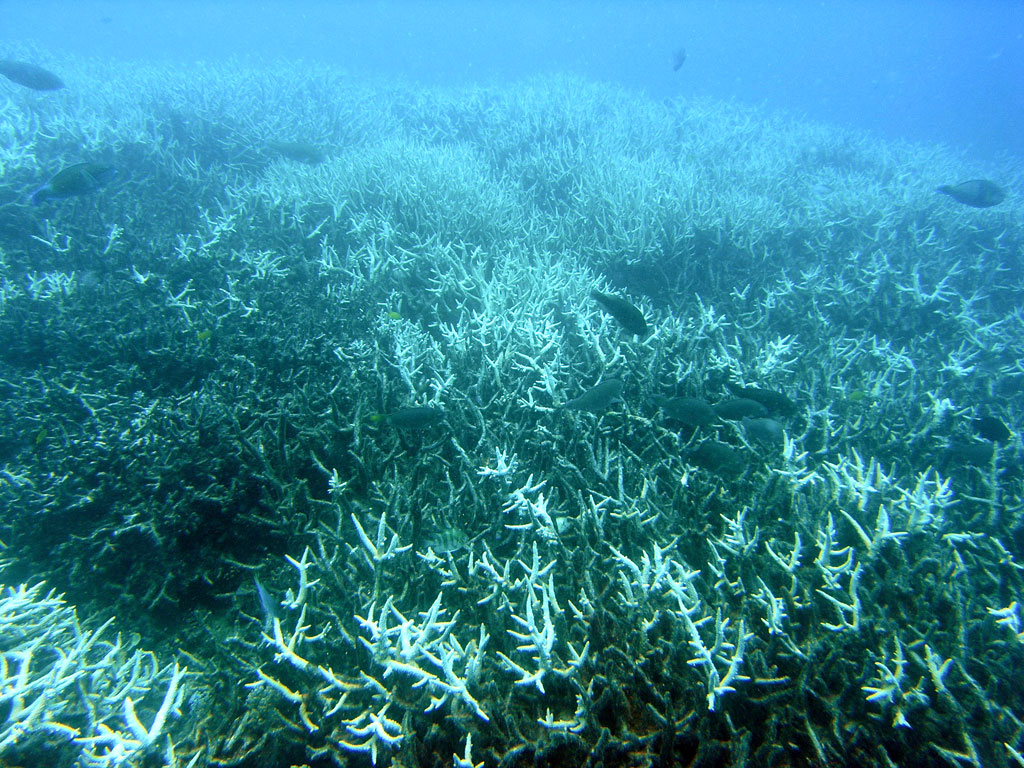
Обесцвеченный коралл (Acropora sp.)

Обесцвечивание кораллов — процесс, в результате которого кораллы становятся белыми из-за потери симбиотических водорослей и фотосинтетических пигментов. Потеря пигмента может быть вызвана различными стрессорами, такими как изменения температуры, недостаток света или питательных веществ. Обесцвечивание происходит, когда коралловые полипы вытесняют зооксантеллы (динофлагелляты, которые обычно называют водорослями), живущие внутри их тканей, в результате чего коралл становится белым. Зооксантеллы фотосинтезируют, и при повышении температуры воды начинают вырабатывать активные формы кислорода. Это токсично для кораллов, поэтому коралл выбрасывает зооксантеллы. Поскольку зооксантеллы обеспечивают большую часть окраски кораллов, ткань коралла становится прозрачной, обнажая скелет коралла, состоящий из карбоната кальция. Большинство обесцвеченных кораллов кажутся ярко-белыми, но некоторые имеют синий, жёлтый или розовый цвет из-за пигментных белков в кораллах.

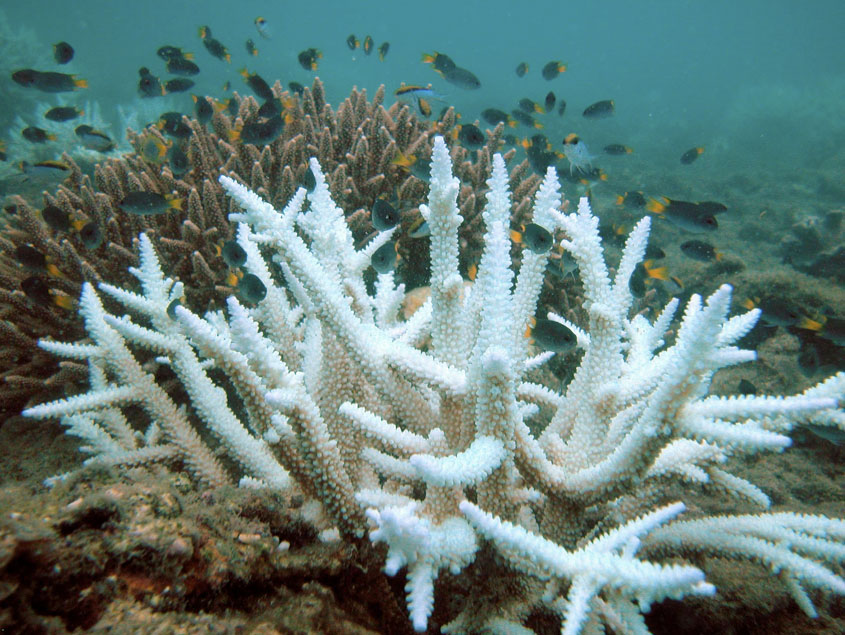
На переднем плане обесцвеченный коралл, на заднем — здоровый

Основной причиной обесцвечивания кораллов является повышение температуры океана из-за изменения климата, вызванного антропогенной деятельностью. Температура примерно на 1 °C выше средней может вызвать обесцвечивание. Океан поглощает большую часть выбросов углекислого газа (CO2), образующихся в результате деятельности человека. Хотя это поглощение помогает регулировать глобальное потепление, оно также меняет химический состав океана невиданными ранее способами. Подкисление океана — это снижение pH морской воды, вызванное поглощением антропогенного углекислого газа из атмосферы. Такое снижение pH морской воды оказывает существенное влияние на морские экосистемы.
По данным Программы ООН по окружающей среде, в период с 2014 по 2016 год самые продолжительные зарегистрированные глобальные явления обесцвечивания привели к гибели кораллов в беспрецедентных масштабах. В 2016 году обесцвечивание кораллов на Большом Барьерном рифе привело к гибели от 29 до 50 % кораллов рифа. В 2017 году обесцвечивание распространилось на центральную часть рифа. Средний интервал между событиями обесцвечивания сократился вдвое в период с 1980 по 2016 год. Самые устойчивые к обесцвечиванию кораллы в мире можно найти в южной части Персидского залива. Некоторые из этих кораллов обесцвечиваются только тогда, когда температура воды превышает ~35 °C.
Обесцвеченные кораллы продолжают жить, но они более уязвимы для болезней и голода. Зооксантеллы обеспечивают до 90 % энергии кораллов, поэтому кораллы, выбрасывая зооксантеллы, лишаются питательных веществ. Некоторые кораллы восстанавливаются, если условия нормализуются, а некоторые могут питаться самостоятельно. Однако большинство кораллов без зооксантелл голодают.
Обычно коралловые полипы живут в эндосимбиотических отношениях с зооксантеллами. Эта связь имеет решающее значение для здоровья кораллов и рифов, которые обеспечивают убежище примерно 25 % всей морской жизни. В этих отношениях коралл обеспечивает зооксантеллам убежище. В свою очередь, зооксантеллы обеспечивают соединения, которые дают кораллу энергию посредством фотосинтеза. Эта взаимосвязь позволила кораллам выжить в течение как минимум 210 миллионов лет в бедной питательными веществами среде. Обесцвечивание кораллов вызвано нарушением этой связи.